# Rinorea javanica
Rinorea javanica är en violväxtart som först beskrevs av Carl Ludwig von Blume, och fick sitt nu gällande namn av O. Kuntze. Rinorea javanica ingår i släktet Rinorea och familjen violväxter. Utöver nominatformen finns också underarten R. j. wrayi.